# Knut Törnhielm
Knut Törnhielm (före 1673 Pedersson Törnschiær), född 1636 i Kalmar, död 17 oktober 1699, var en svensk lagman.

## Biografi
Knut Törnhielm föddes 1636 i Kalmar. Han var son till rådmannen Peder Knutsson och Elsa Larsdotter. Törnhielm blev 15 oktober 1651 student vid Uppsala universitet och arbetade från 1661 som hovkassör hos drottning Hedvig Eleonora. Han blev 1665 hovkamrer och arbetade även som hauptman över Vadstena län, Drottningholms län och Svartsjö län. Törnhielm adlades 1 december 1673 till Törnhielm och introducerades 1675 i Sveriges riddarhus som nummer 852. Han var lagman i Värmlands lagsaga från 4 juni 1690 till sin död 1699. Törnhielm begravdes i Fröslunda kyrka.
Innehade Hamra och Torslunda i Fröslunda socken, Focksta i Hagby socken, Kalvestad i Strå socken och Valla i Röks socken.

### Familj
Törnhielm gifte sig första gången 29 december 1661 i Stockholm med Catharina Neüman (död 1664). Hon var dotter till handlanden Christoffer Neüman och Brita Knutsdotter i Stockholm. De fick tillsammans sonen hauptmannen Mårten Törnhielm (1663–1723) och Elsa Törnhielm (1664–1707) som var gift med häradshövdingen Aron Sylvius.
Törnhielm gifte sig andra gången 14 februari 1665 i Sankt Nikolai församling, Stockholm med Magdalena Holmström (1645–1665). Hon var dotter till borgmästaren Nils Nilsson och Margareta Gudmundsdotter i Stockholm. De fick tillsammans dottern Margareta Törnhielm (1665–1737) som var gift med överstelöjtnanten Peter von Gisler.
Törnhielm gifte sig tredje gången 1667 med Brita Duberg (död 1697). Hon var dotter till tullförvaltaren Gabriel Jönsson DUberg och Maria Pedersdotter Gjers.
Törnhielm gifte sig fjärde gången 24 juli 1698 med Maria Sylvius (1653–1727). Hon var dotter till lagmannen Johan Sylvius och Ingeborg Hinman. Maria Sylvius var änka efter kyrkoherden Matthias Joannis Wagner i Jakobs församling i Stockholm.